# Gyógypedagógiai antropológia
A gyógypedagógiai antropológia a fogyatékosok és a fogyatékosság embertani kérdéseivel foglalkozó gyógypedagógiai tudományterület, melynek természettudományi (biológiai) és humán tudományi (pedagógiai) ágai alakultak ki. 
1. A különböző típusú fogyatékosok testi fejlődésének és testalkatának kérdéseivel foglalkozik. Kutatási eredményeivel segíti a gyógypedagógiai folyamat tervezését (testi nevelés, sportolás, szakmatanulás programjainak és módszereinek kidolgozása) és a gyógypedagógiai intézmények iskolai és egészségtani feladatainak meghatározását.
2. A gyógypedagógiai tudományban és gyakorlatban kialakult emberkép kérdéseivel és ennek hatásaival foglalkozik. Kutatja és tárgyalja - világnézeti, etikai szempontból is - a fogyatékos ember identitásának, emberi méltóságának problémakörét, az alapvető emberi jogokkal összefüggésben.